# Giovani, alieni e vendicatori
Giovani, alieni e vendicatori è un film televisivo del 1999, diretto da David DeCoteau dietro lo pseudonimo di Julian Breen. Si tratta del remake televisivo del film L'uomo laser (1978).

## Trama
Due studenti nerd delle scuole superiori scoprono nello scantinato della scuola un arsenale di armature ed armi aliene e decidono di utilizzarle per diventare due supereroi high-tech. Quando gli alieni verranno a conoscenza della cosa, faranno ritorno sulla terra con l'intenzione di spazzare via l'umanità. I due ragazzi cercheranno di fermarli.

## Produzione
Alcune scene del film Dr. Alien - Dallo spazio per amore (1989) sono state riutilizzate per questo film.